# Лернейская гидра
Лерне́йская ги́дра (др.-греч. Ὕδρα, «водяная змея». Этимология слова имеет корни в праиндоевропейском языке: ПИЕ *wed «вода» → ПИЕ *udrós «водяной» → ПИЕ *udréh₂ «водяное животное») — в древнегреческой мифологии змееподобное многоголовое чудовище, которое опустошало область Лерны. Была убита Гераклом и Иолаем по указанию Еврисфея. Убийство лернейской гидры — второй подвиг Геракла. В позднее время образ лернейской гидры стал символом зависти, войн, раздора и другого труднопобедимого зла.

## Мифы

### Происхождение
Лернейская гидра была одним из чудовищ, которых родила Ехидна от Тифона. Вскормила её сама богиня Гера. У гидры было множество голов, по разным версиям мифа 7, 9, 50 или даже 100 шей со змеиными головами вырастали из одного туловища.
Средняя голова чудовища была бессмертной, остальные смертными. Она поселилась в болотах Лерны под платаном у истоков Амимоны. Оттуда гидра выползала на равнину, похищала скот и опустошала окрестные земли.
Гидра была настолько ядовита, что одно её дыхание убивало всё живое вокруг.

### Второй подвиг Геракла

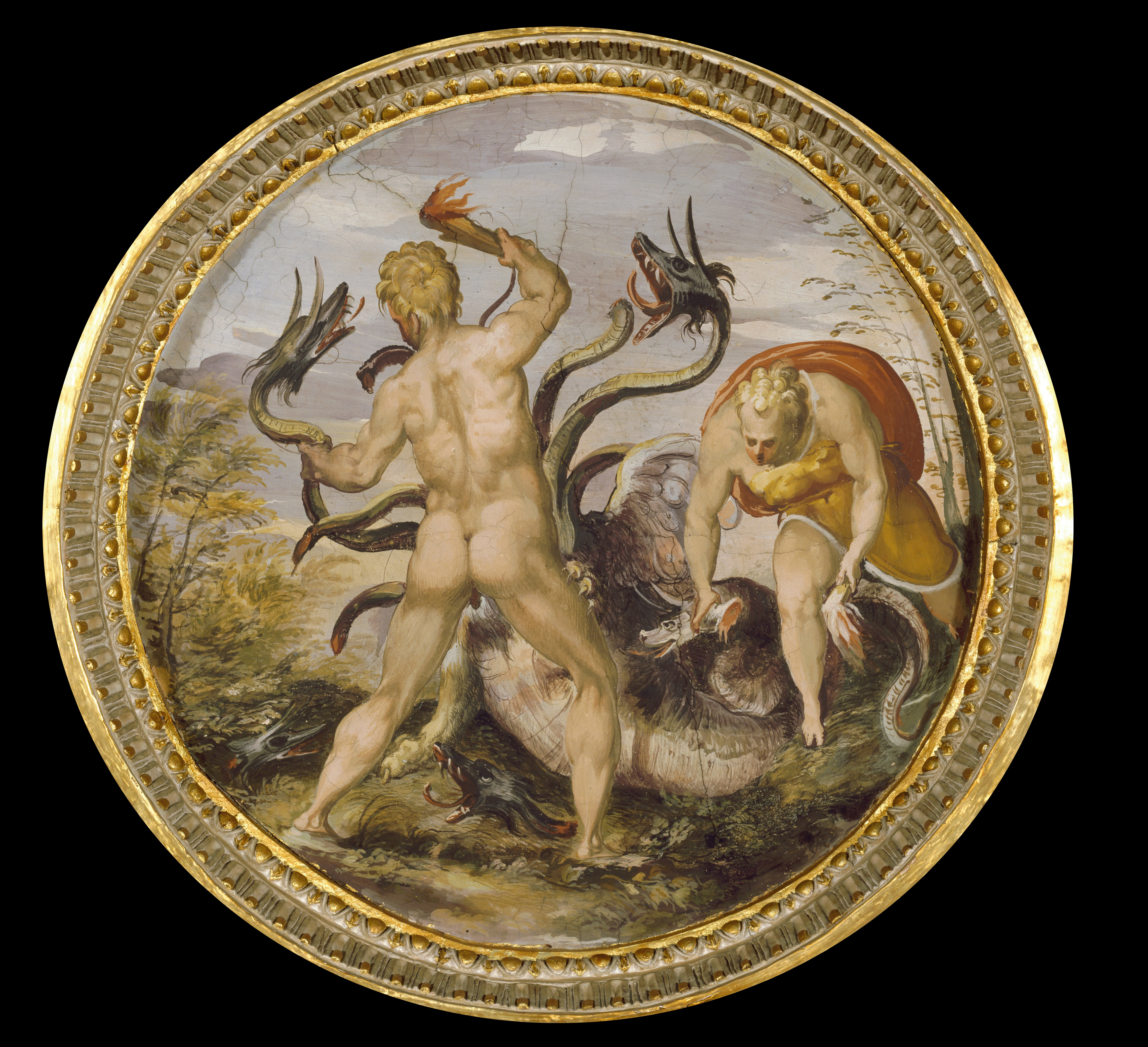
Геракл с Иолаем побеждают лернейскую гидру. Палаццо Веккьо. Флоренция

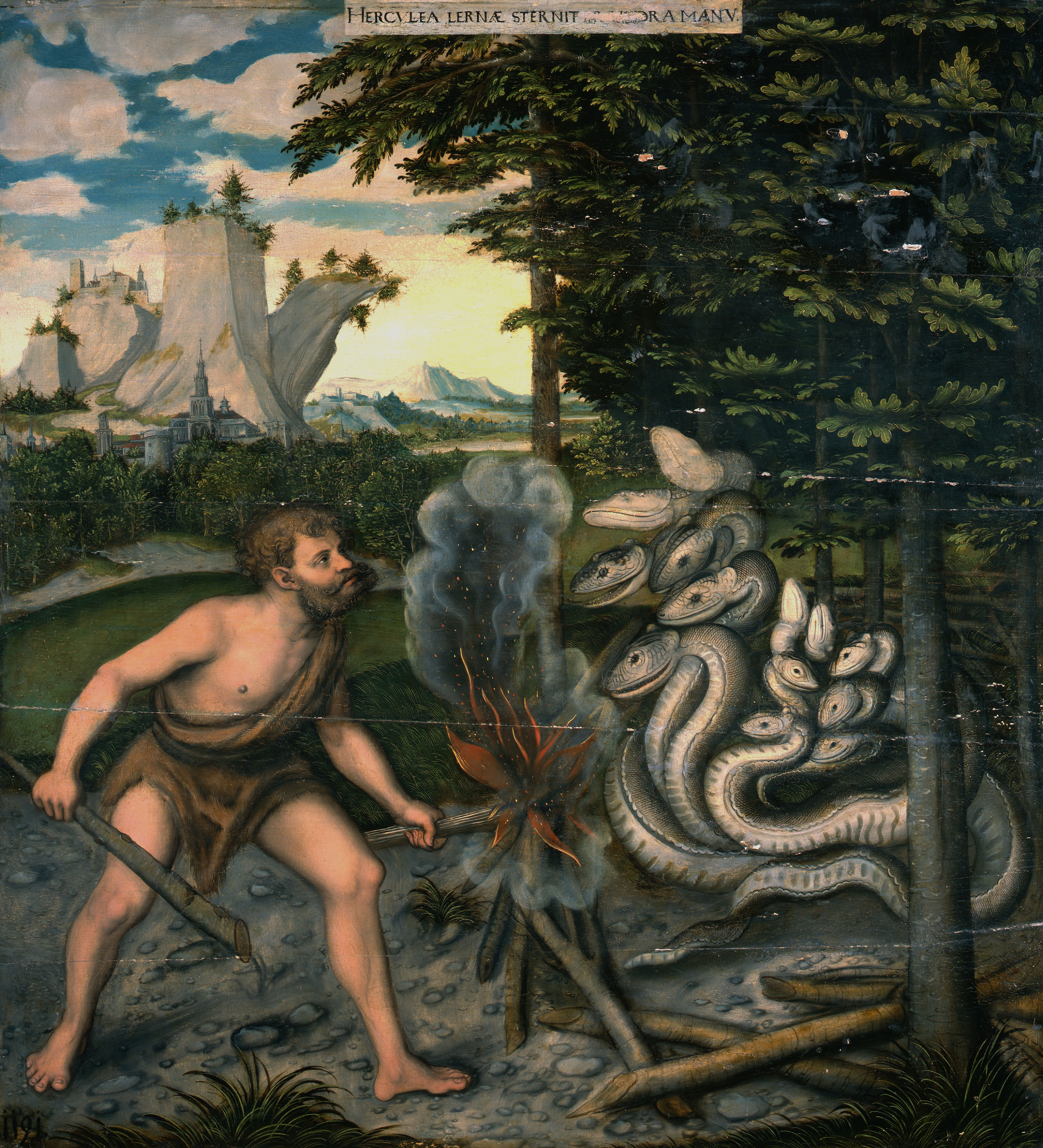
Лукас Кранах Старший (1472—1553). Геракл и лернейская гидра. Музей герцога Антона Ульриха, Брауншвейг

Еврисфей дал задание Гераклу убить чудовище. Тогда Геракл на колеснице, которой управлял возница Иолай, отправился в область Лерны. Прибыв к месту обитания чудовища, он заставил гидру вылезти, метая в её логово горящие стрелы. Однако победить её он не мог. Стоило Гераклу срубить одну голову, как на её месте сразу же вырастало ещё две или три.
На помощь гидре вылез огромный рак Каркин и ухватил Геракла за ногу. Герой в гневе раздавил рака.
Увидев, что в одиночку ему не справиться с гидрой, Геракл позвал Иолая. Тот стал прижигать горящими головнями основания срубленных голов, не давая им вырасти вновь. Таким способом Геракл срубил все головы гидры, включая бессмертную. После он смочил наконечники стрел смертоносной желчью гидры. Стрелы стали смертельными, даже незначительное ранение становилось гибельным. После этого Геракл закопал тело и головы гидры, привалив это место огромным камнем.
По одному из вариантов мифа гидра несколько раз укусила Геракла. Чтобы исцелиться, он обратился в дельфийский оракул. Там ему посоветовали отправиться в Финикию и найти похожий на гидру цветок, который его излечит, что он и сделал.
Еврисфей решил, что этот подвиг совершён не по правилам, поскольку Иолай помогал Гераклу прижигать отрубленные головы, и не засчитал его.

### Смерть Геракла от жёлчи лернейской гидры
По одному из мифов Геракл со своей женой Деянирой пришёл к бурной реке Эвен. Кентавр Несс предложил перенести Деяниру через реку, в то время как Геракл перебрался бы вплавь. Вместо того, чтобы перенести женщину на другой берег, кентавр хотел её похитить. Когда замыслы Несса стали понятны, Геракл пустил в него отравленную жёлчью лернейской гидры стрелу.
Перед смертью, желая отомстить своему убийце, Несс рассказал Деянире, что одежда, пропитанная его кровью — мощное приворотное зелье. Женщина поверила и собрала смешанную с ядовитой жёлчью гидры кровь умирающего кентавра. Через несколько лет питавшая неприязнь к пасынку Гера внушила Деянире ревность. Та вспомнила о словах Несса и отправила мужу тунику, смоченную в ядовитой крови. Ничего не подозревающий Геракл надел её на себя.
Яд гидры стал проникать в кровь, туника прилипла к коже. От невыносимых мук Геракл бросился в пламя.

### Античные попытки рационального трактования мифа
Античные писатели пытались найти историческую подоплёку внешне невероятных историй о лернейской гидре. Гераклит считал, что у гидры было много детёнышей, которые находились рядом с матерью. В первом Ватиканском мифографе утверждается, что «гидра» представляла собой место с множеством источников, которые периодически затапливали Лерну. Когда перекрывали один источник, рядом прорывался другой. Геракл осушил местность, тем самым победив «гидру». Палефат представляет Лерну непокорным Еврисфею городом, который поручили завоевать Гераклу. Задача оказалась непростой, так как на стенах находились лучники. На место одного убитого становилось двое. Лернийцы призвали к себе карийских наёмников под руководством большого ростом человека по имени Краб. Лишь когда на помощь Гераклу прибыл его племянник Иолай с войском из Фив Лерна пала.

## В искусстве

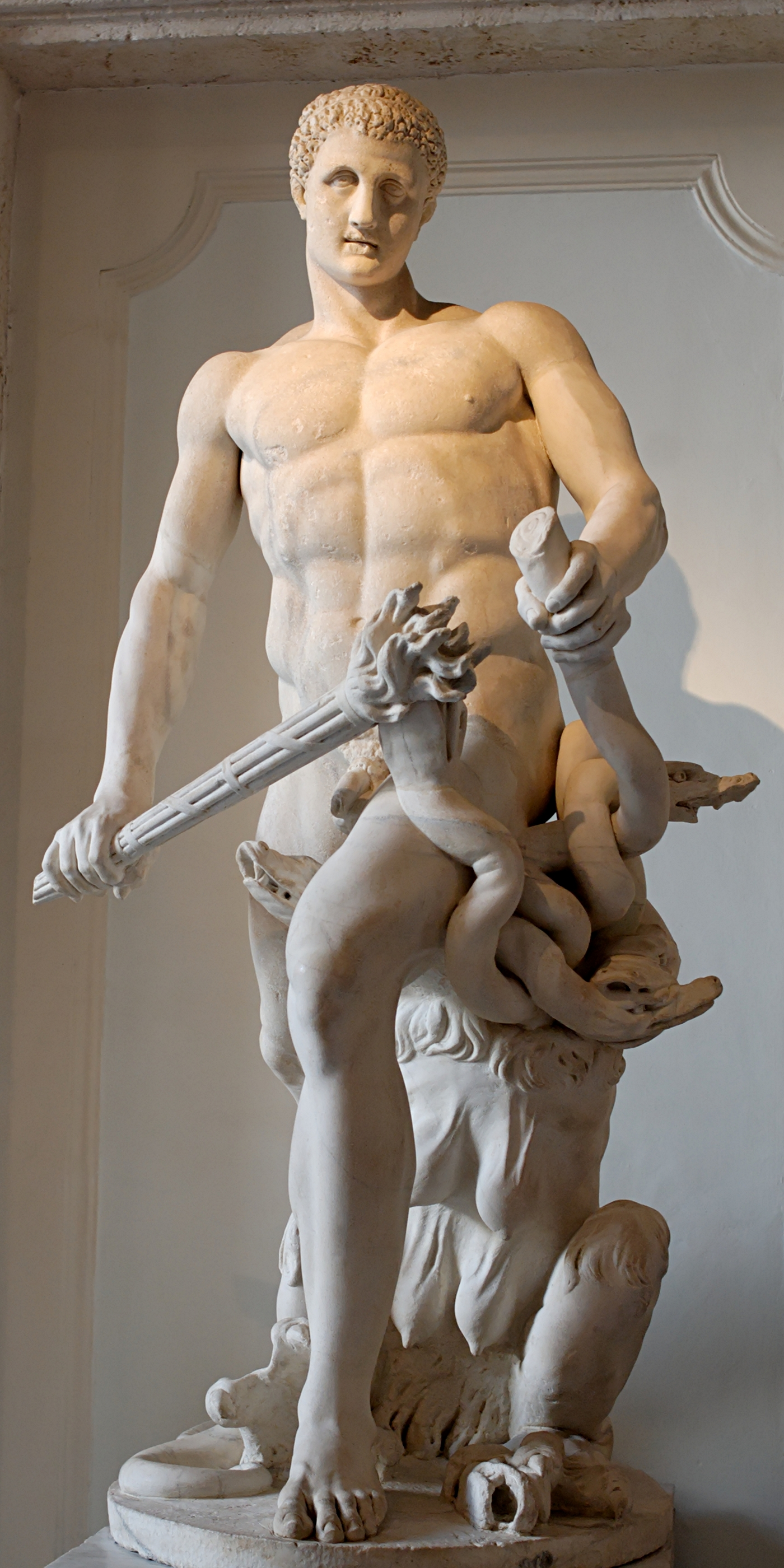
«Геракл, убивающий гидру». Античная римская копия древнегреческой статуи Лисиппа. Капитолийский музей, Рим

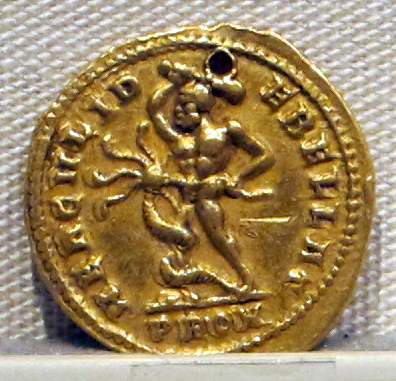
Ауреус Максимиана (293—305 гг. н. э.). В период правления этого императора официальная пропаганда изображала его в роли Геракла, а христиан, которых он преследовал — гидры

Лернейскую гидру во время битвы с Гераклом часто изображали на античных греческих и римских вазах, треножниках, мозаиках, скульптурных группах и монетах. В европейском изобразительном искусстве картины с этим сюжетом создали такие мастера живописи как Антонио дель Поллайоло («Геркулес и гидра» ок. 1475), Лукас Кранах Старший («Геракл и лернейская гидра» после 1537 года), Гвидо Рени («Геракл и гидра» 1620 года) и др.
В геральдике гидру изображали в виде дракона со змеиным хвостом и семью головами, из которых одна смотрит вниз. Гидра стала символом зависти, войн, раздора и другого зла, для того чтобы подчеркнуть с какими отвратительными и сложнопобедимыми существами и чувствами борется тот или иной «герой». Данная интерпретация встречается ещё в античности, когда во время гонений на христиан императора Максимиана (285—305 годы н. э.) изображали Гераклом, а непокорных христиан многоголовой гидрой.
Одно из первых аллегорических упоминаний гидры содержится в «Государстве» Платона, где он пишет:
И верно, такие законодатели всего забавнее: они, как мы только что говорили, всё время вносят поправки в свои законы, думая положить предел злоупотреблениям в делах, но, как я сейчас заметил, не отдают себе отчёта, что на самом-то деле уподобляются людям, рассекающим гидру.

## В астрономии
С мифом о лернейской гидре связано именование двух созвездий. По одной из версий созвездие Гидра символизирует побеждённое Гераклом чудовище. Гера, которая всеми силами стремилась уничтожить Геракла, оценила помощь рака и поместила его на небо одноимённым зодиакальным созвездием.